# Creuddyn

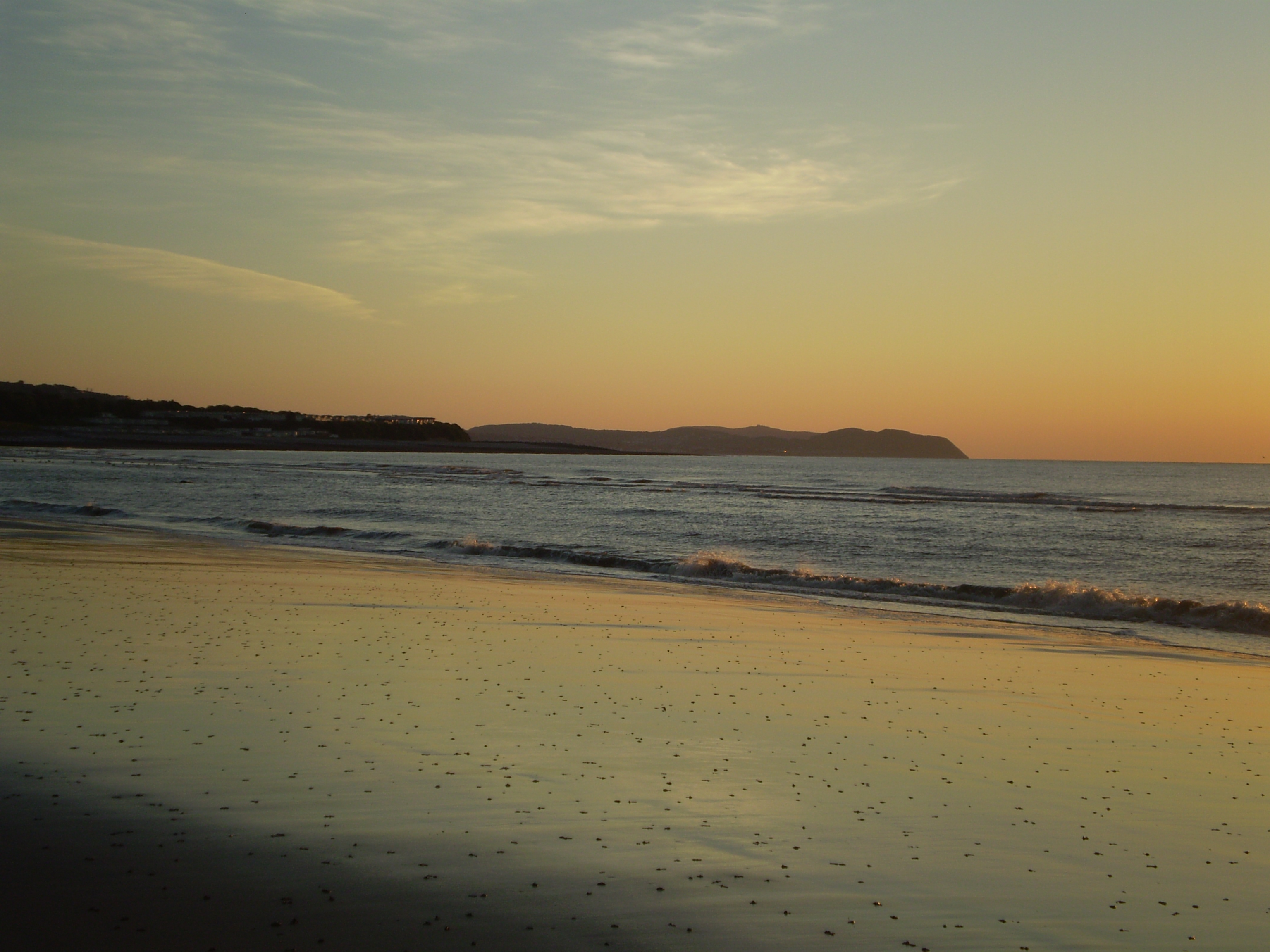
Creuddyn península visto de perto de Llanddulas.

Península de Creuddyn é o termo geográfico para uma pequena península no bairro do condado de Conwy no país de Gales. Ela inclui a cidade de Llandudno, além de Rhos-on-Sea, Deganwy e Llandudno The Junction. O Great Orme está no final da península, e perto está a Little Orme.
A área é geralmente chamado simplesmente de Creuddyn, sendo o nome Galês medieval commote (uma unidade administrativa dentro de um cantref) correspondente à península em si, embora um pouco maior.
A população da península, incluindo as cidades mencionadas acima, é de cerca de 38.000 habitantes, tornando-a muito densamente povoada.
A escola secundária Galês Ysgol y Creuddyn está situada na península.